# 上海大樓
上海大樓是上海市的一座歷史建築，位於江西中路372-390號。上海大樓原本由上海商業儲蓄銀行使用。該建築被列入上海市第五批優秀歷史建築名單。